# Абай (Саркандський район)
Аба́й (каз. Абай) — село у складі Саркандського району Жетисуської області Казахстану. Входить до складу Алмалинського сільського округу.
Населення — 588 осіб (2021; 683 у 2009, 670 у 1999, 785 у 1989).